# Федоровская (Красноборский район)
Фёдоровская — деревня в Красноборском районе Архангельской области. Входит в состав Белослудского сельского поселения.

## География
Находится в юго-восточной части Архангельской области на расстоянии приблизительно 2 км на восток-северо-восток по прямой от административного центра поселения деревни Большая Слудка у берега старицы на правобережье Уфтюги.

## История
Деревня была отмечена в 1939 году.

## Население
Численность населения: 7 человек (русские 100 %) в 2002 году, 5 в 2010.